# Tokyo Broadcasting System
Tokyo Broadcasting System nebo TBS (japonsky: 株式会社東京放送ホールディングス; Tōkyō Hōsō Hōrudingusu) je japonská mediální a licencovaná vysílací holdingová společnost se sídlem v Tokiu.